# Folkomröstningen om Nya Kaledoniens självständighet 2021
Den tredje folkomröstningen om Nya Kaledoniens självständighet anordes år 2021. Folkomröstningen är del av tre folkomröstningars serie som kartlägger lokala folkets vilja att bli självständighet från Frankrike. 
Folkomröstningen ägde rum 12 december 2021. Resultatet blev ett nej till självständighet från Frankrike.